# Affaire Frédéric Péchier
Le texte peut changer fréquemment, n’est peut-être pas à jour et peut manquer de recul. 
Le titre et la description de l'acte concerné reposent sur la qualification juridique retenue lors de la rédaction de l'article et peuvent évoluer en même temps que celle-ci.
L'affaire Frédéric Péchier est une affaire judiciaire française qui a pour origine l'empoisonnement présumé de sept patients au cours d'opérations à la clinique Saint-Vincent de Besançon. En mai 2019, dix-sept nouveaux cas sont ajoutés au dossier. Depuis le début de l'affaire, le docteur Péchier clame son innocence. 

## Faits et enquête
Frédéric Péchier, né le 22 janvier 1972 à Angoulême, exerçant la profession de médecin anesthésiste à Besançon, est mis une première fois en examen en 2017 pour sept empoisonnements. Il est laissé en liberté, placé sous contrôle judiciaire, avec interdiction d'exercer sa profession.
L'affaire est relancée en mai 2019, l'anesthésiste étant suspecté par les enquêteurs d'avoir empoisonné vingt-quatre personnes, dont un enfant de quatre ans.
Ces supposés actes malveillants, survenus à la clinique Saint-Vincent à Besançon, auraient conduit à des arrêts cardiaques mortels dans certains cas et à de lourdes séquelles dans d'autres. Le 16 mai 2019, à l'issue d'une garde à vue prolongée de 48 heures, le médecin est déféré devant le juge des libertés qui décide cependant de ne pas le mettre en détention provisoire.
À la fin du mois de mai 2019, la défense estime qu'aucune preuve directe à charge, qui puisse permettre d'établir un lien entre l'anesthésiste et ces empoisonnements, n'a été communiquée par les enquêteurs .
Le 30 septembre 2021, en détresse psychologique selon son entourage, Frédéric Péchier tente de mettre fin à ses jours en se défenestrant du premier étage de la maison de ses parents, près de Poitiers, où il réside depuis son contrôle judiciaire qui lui interdit de paraître dans le Doubs. Son pronostic vital est un temps engagé. Une interrogation subsiste néanmoins sur d’éventuelles séquelles neurologiques liées au traumatisme subi à la tête.
Il est mis en examen en septembre 2023, puis renvoyé devant la cour d'assises du Doubs en août 2024, pour trente cas d'empoisonnements de patients de 2008 à 2017, dont douze mortels.